# Pepa Bueno
María José «Pepa» Bueno Márquez (Badajoz, 25 de enero de 1963) es una periodista española.

## Biografía
Nacida en Badajoz, forma parte del Centro Dramático Regional de Extremadura durante cinco años. Después, estudia la licenciatura en Ciencias de la Información en Periodismo por la Facultad de Ciencias de la Información (Universidad Complutense de Madrid). 
Comienza su carrera profesional mientras cursa sus estudios universitarios a la edad de 19 años. Al finalizar primero de carrera le ofrecen prácticas en TVE en Madrid pero las rechaza y las pide en Radiocadena Badajoz. Posteriormente consigue una plaza en Radiocadena Plasencia, de donde pasa a RNE-Teruel y a continuación a RNE-Zaragoza. Durante un tiempo fue corresponsal de Diario 16 en Aragón, jefa de Informativos de RNE-Aragón y directora de RNE-Aragón en funciones, encargándose de la fusión de Radio Nacional y Radiocadena en la comunidad y de la compra de la emisora en Huesca.
En 1991 pasa a ser directora de Informativos de RNE-Madrid y de Radio 4 y medio año después se incorpora al Centro Territorial de TVE Andalucía como directora de Informativos y editora y presentadora del Informativo Territorial de las 14h. En la etapa en la que permanece en Andalucía, cubre eventos como la Exposición Universal de Sevilla de 1992, Expo'92, la visita de Juan Pablo II a España en 1993 o la boda de la infanta Elena en 1995. Más tarde, entre 1995 y 1996 es directora del Centro Territorial de TVE-Madrid y editora y presentadora del Informativo Territorial de las 20h.
Tras ser cesada como directora del Centro Territorial de TVE-Madrid en junio de 1996, se reincorpora a la redacción central de Informativos de TVE en Torrespaña sin destino fijo y en agosto de 1996 realiza una sustitución en el programa Gente, del cual pasa nuevamente a informativos para volver a Gente de forma definitiva desde el 9 de septiembre de 1996 al 30 de julio de 2004, asumiendo la subdirección y copresentación, primero junto a Jose Toledo —desde el 9/9/96 al 28/7/00— y después con Sonia Ferrer —desde el 4/9/00 al 30/7/04—. Durante casi ocho años —interrumpidos por una breve baja desde el 28 de julio al 15 de octubre de 1999, siendo sustituida por María José Molina— aparece diariamente en la pequeña pantalla dando noticia de la crónica de sucesos acaecida en el país.
Tras el nombramiento de Fran Llorente como director de los Servicios Informativos de TVE, es seleccionada para sustituir a Luis Mariñas en el programa diario de entrevistas y actualidad política Los desayunos de TVE en La 1 de Televisión Española, labor que desempeña entre el 13 de septiembre de 2004 y el 3 de julio de 2009. Además, entre el 24 de marzo y el 4 de julio de 2008, conduce el magacín matinal Esta mañana en la misma cadena.
Ocasionalmente escribe artículos de opinión en El Periódico y La Vanguardia y colabora activamente con la Asociación Escuela para Todas, un ente sin ánimo de lucro y cuyo principal objetivo se centra en la escolarización de niñas en Camboya. También es embajadora de Escuela para Todas de Marie Claire. En agosto de 2009 le fue concedida la Medalla de Extremadura.
El 31 de agosto de 2009 se hace cargo de la edición y presentación de la segunda edición del Telediario de TVE, en sustitución de Lorenzo Milá y permanece hasta el 13 de junio de 2012 cuando se incorpora a la Cadena SER, fecha en la que también entra a formar parte del Comité Editorial de Prisa.
Fue vocal de la Junta Directiva de la APM desde el 1 de diciembre de 2011 hasta el 19 de septiembre de 2017.
Desde el 3 de septiembre de 2012 al 28 de junio de 2019 copresenta en la Cadena SER el programa Hoy por hoy, líder de la radio española, sustituyendo a Carles Francino en el primer tramo horario centrado en la actualidad. El segundo tramo con formato de magacín lo dirige Gemma Nierga (2012-2017) y después Toni Garrido (2017-2019). Paralelamente, escribe ocasionalmente en el diario El País.
En octubre de 2014 se incorpora al equipo de Un tiempo nuevo en Telecinco como colaboradora hasta enero de 2015. En febrero de 2015 se anuncia que es la encargada de sustituir a Risto Mejide al frente de Viajando con Chester en Cuatro, presentando el programa ese mismo año durante una temporada.
Desde el 2 de septiembre de 2019 al 9 de julio de 2021 es directora y presentadora del informativo nocturno Hora 25 de la Cadena SER.
El 27 de julio de 2021 se anuncia que el presidente y consejero delegado de El País, Carlos Núñez, propone a Bueno como directora del diario en sustitución de Javier Moreno. Su nombramiento es ratificado por unanimidad por el Consejo de Administración de El País y respaldado mayoritariamente por la redacción del periódico asumiendo la dirección del periódico desde el 3 de agosto de 2021. Bueno se convirtió así en la segunda mujer en ocupar este cargo en el periódico fundado en 1976, después de Soledad Gallego-Díaz. El 6 de junio de 2025 fue cesada como directora de El País.
El 24 de septiembre de 2021 recibe de manos de la Asociación de la Prensa de Cádiz el XXX Premio Agustín Merello de la Comunicación.
El 1 de septiembre de 2025 retorna a TVE 13 años después —tras irse con una excedencia—, para ponerse de nuevo al frente de la edición y presentación del Telediario 2.

## Premios y nominaciones
| Año                                                                                                 | Categoría | Otorgado a                            | Resultado                             |
| Club de Opinión La Sabina de Zaragoza                                                               | Club de Opinión La Sabina de Zaragoza | Club de Opinión La Sabina de Zaragoza | Club de Opinión La Sabina de Zaragoza |
| --------------------------------------------------------------------------------------------------- | --- | ------------------------------------- | ------------------------------------- |
| 1996                                                                                                | Sabina de Plata | Ganadora                              | Ganadora                              |
| Micrófono de Oro (Federación de Asociaciones de Radio y Televisión de España)                       | |                                       |                                       |
| 2008                                                                                                | Televisión | Los desayunos de TVE                  | Ganadora                              |
| Medalla de Extremadura(Junta de Extremadura)                                                        | |                                       |                                       |
| 2009                                                                                                | Ganadora | Ganadora                              | Ganadora                              |
| II Premio Participando creamos Igualdad (Consejo de las Mujeres del municipio de Madrid)            | |                                       |                                       |
| 2009                                                                                                | Comunicación | Ganadora                              | Ganadora                              |
| Premio Francisco Cerecedo de Periodismo (Asociación de Periodistas Europeos)                        | |                                       |                                       |
| 2010                                                                                                | Ganadora | Ganadora                              | Ganadora                              |
| Premio Mujeres Progresistas (Federación de Mujeres Progresistas)                                    | |                                       |                                       |
| 2012                                                                                                | Ganadora | Ganadora                              | Ganadora                              |
| Antena de Oro (Federación de Asociaciones de Radio y Televisión de España)                          | |                                       |                                       |
| 2013                                                                                                | Mejor Presentadora | Ganadora                              | Ganadora                              |
| Premio Ramón Rubial(Federación Ramón Rubial)                                                        | |                                       |                                       |
| 2014                                                                                                | Trayectoria profesional en el mundo de la comunicación española | Ganadora                              | Ganadora                              |
| Asociación de Mujeres Periodistas de Cataluña (Associació de Dones Periodistes de Catalunya - ADPC) | |                                       |                                       |
| 2015                                                                                                | Premio de Comunicación No Sexista: por visibilizar a las mujeres y sus actuaciones en un programa de radio generalista de una cadena privada                                                          | Ganadora                              | Ganadora                              |
| III Premio Santiago Castelo (Ayuntamiento de Don Benito, Badajoz)                                   | |                                       |                                       |
| 2018                                                                                                | Trayectoria periodística | Ganadora                              | Ganadora                              |
| Premio de Periodismo Europeo Salvador de Madariaga(Asociación de Periodistas Europeos)              | |                                       |                                       |
| 2018                                                                                                | Ganadora | Ganadora                              | Ganadora                              |
| IX Premio Cortes de la Real Isla de León 1810(Ayuntamiento de San Fernando, Cádiz)                  | |                                       |                                       |
| 2018                                                                                                | Valores Constitucionales y la Defensa de las Libertades Democráticas | Ganadora                              | Ganadora                              |
| Premios Ondas(Prisa)                                                                                | |                                       |                                       |
| 2019                                                                                                | Premio Ondas Nacional de Radio a Mejor Programa de Radio: Por sostener y reforzar con su credibilidad periodística el liderazgo de audiencia de las mañanas de la Cadena SER durante siete temporadas | Equipo de Hoy por hoy                 | Ganadores                             |
| III Premio Mujeres Progresistas de Retiro(Asociación de Mujeres Progresistas de Retiro)             | |                                       |                                       |
| 2019                                                                                                | Ganadora | Ganadora                              | Ganadora                              |
| VIII Premio Internacional de Periodismo (Cátedra Manu Leguineche)                                   | |                                       |                                       |
| 2020                                                                                                | Ganadora | Ganadora                              | Ganadora                              |
| Universidad Complutense de Madrid (Facultad de Ciencias de la Información)                          | |                                       |                                       |
| 2021                                                                                                | Alumni Ilustre en el 50.º aniversario de la facultad | Ganadora                              | Ganadora                              |
| Asociación de la Prensa de Cádiz                                                                    | |                                       |                                       |
| 2021                                                                                                | XXX Premio Agustín Merello de la Comunicación | Ganadora                              | Ganadora                              |
| Ayuntamiento de Guadix (Granada)                                                                    | |                                       |                                       |
| 2021                                                                                                | XIX Premio Nacional de Periodismo Pedro Antonio de Alarcón | Ganadora                              | Ganadora                              |
| Premios Nuestra Provincia, por la Igualdad (Diputación de Badajoz)                                  | |                                       |                                       |
| 2025                                                                                                | Pionera de la Provincia | Ganadora                              | Ganadora                              |
| Premios La Vera-Retiro Imperial (Mancomunidad de La Vera)                                           | |                                       |                                       |
| 2025                                                                                                | Premio Honorífico | Ganadora                              | Ganadora                              |

## Reconocimientos
En 2022 fue incluida en la lista Forbes de las 100 mujeres más influyentes de España.

## Libros publicados
- Vidas arrebatadas: los huérfanos de ETA. Editorial Planeta (2021).